# Santo Domingo el Antiguo
El monestir de Santo Domingo de Silos el Antiguo, dit igualment monestir de Santo Domingo el Antiguo, és un monestir de Toledo. Segons Pedro de Alcocer, fou el primer que es va fundar a la ciutat de Toledo, amb data de 1085 (durant el regnat d'Alfons VI). L'església va patir grans transformacions durant la segona meitat del segle xvi, en enderrocar-se l'antiga església mudèjar, per arribar fins com es presenta als nostres dies. Es va començar a reconstruir a principis de l'any 1576 sota el mecenatge del degà catedralici Diego de Castilla, contractant Nicolás de Vergara el Mozo, i la va continuar a l'agost del mateix any Juan de Herrera, arquitecte reial.
Com a elements fonamentals per a la decoració de l'església, el 1577 es van encarregar a El Greco el retaule major i dos de laterals, però solament algunes pintures originals romanen encara al seu lloc. A la cripta d'aquest convent, per desig propi, hi va ser enterrat el pintor esmentat.

## Història
El convent pertany des de la seva fundació a la branca femenina de l'orde cistercenc. Pedro de Alcocer, a la seva obra Historia o Descripción de la Imperial ciudad de Toledo de l'any 1554, el descriu com a «molt antic i catòlic i amb una especial veneració per tractar-se del primer convent fundat a Toledo». A principis del segle xvii, Fray Antonio Yepes, a la seva Crónica general de la orden de San Benito, patriarca de los religiosos, de 1609, el considera «no solament el més antic de Toledo, sinó també un dels més antics d'Espanya». Es creu que podia haver estat fundat, amb un altre nom, per sant Ildefons durant el segle vii i que va haver de desaparèixer a l'època de la invasió musulmana. Va ser el rei Alfons VI de Lleó, després de la reconquesta de Toledo, qui el va dedicar a sant Domènec de Silos i, sempre segons Alcocer, el va cedir a les monges benedictines, que a partir de 1140 van passar a pertànyer a l'orde del Cister. El convent va tenir a partir d'aquesta fundació nombrosos privilegis i dotacions per part dels següents monarques regnants, alguns familiars dels quals van ser enterrats a Santo Domingo.

### Reconstrucció
El degà de la catedral de Toledo Diego de Castilla va ser nomenat marmessor del testament realitzat el 1575 per María de Silva —que pertanyia a una família noble i era dama de companyia de la reina Isabel i dona de Carles V— que, en enviduar el 1538, va entrar al convent de Santo Domingo, on es va dedicar fins a la seva mort a una vida de contemplació i devoció, aportant diversos béns al convent. En el seu testament, sorprenentment, va demanar ser enterrada a l'església del convent de la Madre de Dios, també a Toledo. Diego de Castilla va saber aprofitar que les monges de Santo Domingo volien que les restes de la que havia estat la seva protectora durant anys reposessin allà per aconseguir el seu trasllat i així promoure la construcció d'una capella funerària al presbiteri de l'església per a l'esmentada María de Silva, per a ell mateix i per al seu fill Luis de Castella, aconseguint amb això demostrar la seva suposada descendència reial per part del rei Pere I de Castella, a la qual cosa el degà va dedicar bona part de la seva vida; la col·locació de sepultures al presbiteri eren a aquella època normalment reservades per a famílies reials. Va organitzar la reconstrucció d'una nova església de Santo Domingo i els monuments funeraris es van col·locar segons el seu desig: el de María de Silva al costat de l'Epístola i els del seu fill i el seu propi al costat de l'Evangeli. Aquesta disposició de les tombes fa pensar que potser havia existit una certa relació personal entre ells i també que el fill del degà Luis podria haver estat fruit d'aquestes relacions.

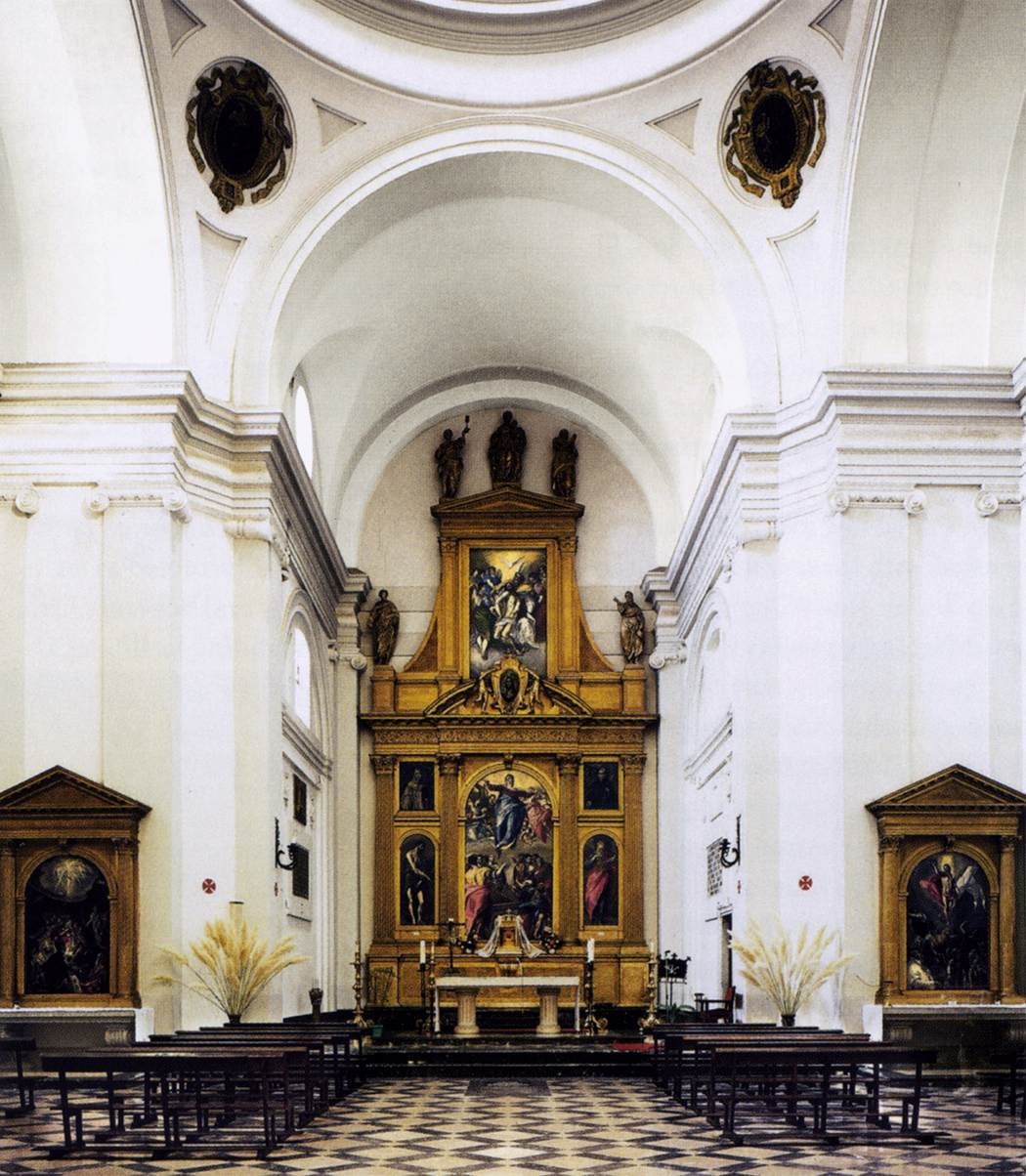
Vista general de l'interior de l'església reconstruïda per Diego de Castilla

Diego de Castilla, assumint el seu mecenatge, va contractar el 1576 a Nicolás de Vergara el Mozo perquè realitzés els nous plànols de l'edifici de l'església, i li va demanar que tingués semblança amb l'estil del monestir d'El Escorial. Després de ser acceptats els seus plànols, el degà Diego els va substituir per altres demanats a Juan de Herrera en el mateix any i sense grans canvis respecte als presentats per Vergara. Possiblement, el canvi d'arquitecte fou degut al gran prestigi que tenia en aquell moment Herrera com a arquitecte reial i al fet que amb això augmentaria la categoria de l'obra del convent.
El degà va demanar al seu fill Luis, per l'amistat que tenia amb el pintor El Greco —a qui havia conegut a Itàlia— que el contractés per a la realització de les pintures del retaule major i d'altres dos més petits per a altars laterals. El 2 de juliol de 1577, El Greco va rebre l'encàrrec formal per a la creació de tres retaules. A més de les pintures que componien els retaules, El Greco va ser l'encarregat dels dibuixos arquitectònics dels marcs així com de les escultures de la part alta dels retaules, encara que la seva realització es va encarregar a l'escultor Juan Bautista Monegro, sense que es tingui la certesa que seguís estrictament el que havia dissenyat el pintor.
En total són nou llenços, set al retaule major i uns altres dos als altars laterals. D'aquests, en l'actualitat, només en queden tres d'originals, Sant Joan Evangelista i Sant Joan Baptista al retaule major i La resurrección a l'altar del costat de l'Epístola. Els altres han estat venuts i substituïts per còpies. El primer que va vendre la comunitat religiosa, el 1830, va ser el llenç central de L'assumpció de la Verge a l'infant Sebastià de Borbó i de Bragança, que més tard va ser venut pels seus hereus a l'Art Institute of Chicago; el que es troba a l'altar és una còpia realitzada pel pintor José Aparicio. El 1908 es va vendre el Sant Bernat, actualment en parador desconegut, i el Sant Benet, que es troba al Museu del Prado junt amb el de La Trinitat, que va ser comprat per l'escultor reial Mariano Salvatierra per al rei Ferran VII d'Espanya. L'adoració dels pastors es va vendre el 1954 al Museu del Prado i, finalment, La Santa Faz el 1964.

## Arquitectura

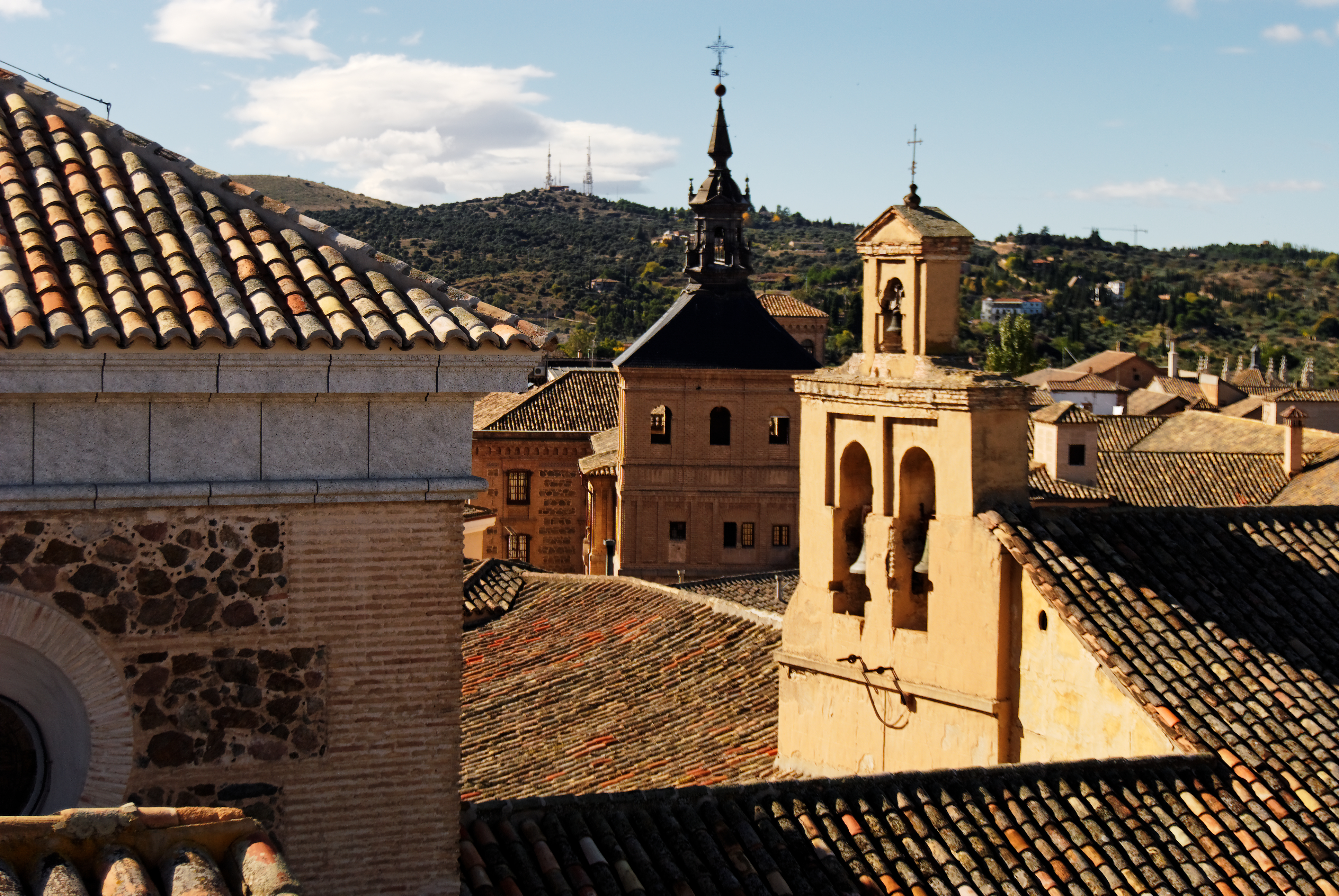
Espadanya de Santo Domingo el Antiguo en primer terme

L'església destaca per la senzillesa de les seves formes. Té planta longitudinal amb una sola nau amb creuer i presbiteri de gran desenvolupament i amb capçalera plana, igual que la del creuer. Els murs estan articulats amb pilastres jòniques que sostenen un entaulament. La cúpula sobre petxines està coronada per una llanterna.
El conjunt del convent gira al voltant de dos patis, el més gran dels quals està completament refet. Al voltant d'aquest pati s'hi troba el refetor i al pis superior la sala de labor i d'acció de gràcies.
El claustre, anomenat «claustre dels Llorers», està enterament construït en maó. A la planta baixa uns pilars octogonals sostenen els arcs de mig punt regruixats. El claustre és perfectament simètric i les cantonades estan formades per la unió de dos pilars; a la planta superior els arcs són conopials. Per les seves formes estilístiques pot datar-se a la fi del segle xv o començaments del segle xvi.
Al voltant del claustre es troba la sala capitular i el cor. La primera continua conservant molts dels elements usuals a la península de finals de l'edat mitjana i començaments de l'edat moderna: les guixeries mudèjars enquadren la porta d'entrada junt amb rajoles d'aresta i grans catifes de rajoles decoren el terra: els graons i el frontal de l'altar n'estan recoberts. La sostrada, de fusta, està formada per cassetons, segons les formes renaixentistes, però decorats amb estrelles octogonals de tradició mudèjar. Des del pati s'accedeix a l'antic cor de la comunitat, on es conserven obres d'art com a imatges de fusta i alabastre, documents relacionats amb Diego de Castilla i El Greco, així com pintures de Lucas Jordán i Juan Sánchez Cotán. Destaquen el paviment, amb magnífiques rajoles que formen grans figures geomètriques, i un teginat de formes renaixentistes i mudèjars.

## Retaule major
Al contracte per a l'execució del retaule, signat entre el degà Diego de Castilla i El Greco el 8 d'agost de 1577, s'hi va fer constar que les pintures havien de ser realitzades per l'artista personalment («que no pot substituir-se per un altre»), que l'obra havia d'executar-se a Toledo i que l'estructura del retaule, així com les escultures, les construiria Juan Bautista Monegro segons el disseny d'El Greco. Es va establir un termini de vint mesos per al seu acabament i el preu va ser de 1.000 ducats, signant el pintor en italià: «Jo Domenico Theotokopuli afermo quanto e sopra scrito». Transcorregut un any, el 27 de juliol de 1578, el pintor va rebre el pagament complet de l'acord, encara que ell va manifestar que els llenços no estaven acabats, igual que l'església i els plànols del retaule, però es va comprometre a acabar-los: «no partiré d'aquesta ciutat de Toledo fins que la mencionada pintura quedi acabada de la meva mà».

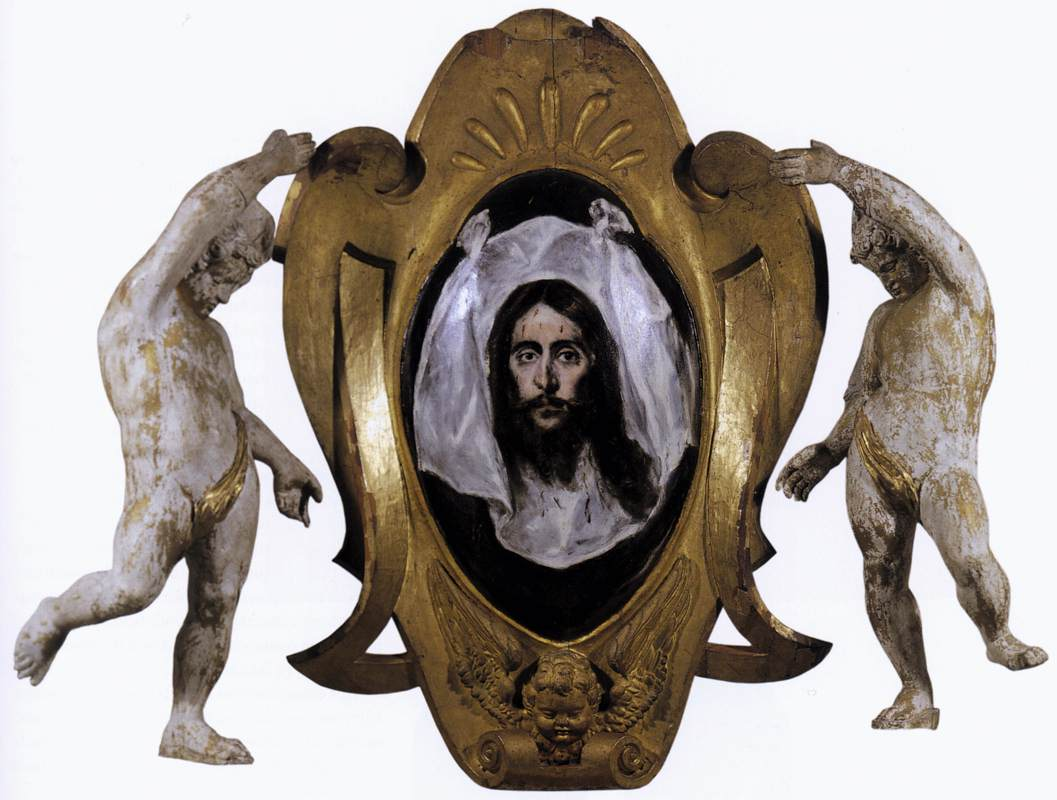
Medalló del retaule major amb La Santa Faç d'El Greco

El retaule no s'assemblava a cap dels retaules existents a la ciutat. La seva analogia és gran amb uns certs retaules venecians i de forma especial amb un de Santa Maria Formosa. Tots dos estan estructurats per dues columnes i dues pilastres amb capitells corintis i amb un àtic a la part superior del carrer central. Aquest carrer és de doble amplada que els carrers laterals i està ocupat únicament per un arc de mig punt, mentre que els carrers laterals es divideixen en dues parts, una amb un arc de mig punt al primer cos i una part amb un rectangle al segon pis que té la meitat de mida que l'anterior. Segons Manuel Bartolomé Cossío, al convent de Santo Domingo, per cobrir amb aquest tipus de retaule la gran alçada del mur que encara quedava nua es va afegir un estilobat amb dues escultures de profetes sobre els costats laterals i un frontó amb un medalló amb La Santa Faç abans del cos superior o àtic; sobre aquest, les escultures que representen les tres virtuts teologals. És per això que es van col·locar les columnes a la part central del retaule per acompanyar el frontó i no als extrems, com es troba a Venècia. Va ser segurament El Greco qui va proposar aquest model de retaule.
Les pintures que componen el retaule major són: a la part central L'assumpció de la Verge; a sobre seu, al frontó, el medalló amb La Santa Faç; a l'àtic, La Trinitat; al carrer dret de l'espectador, de baix a dalt, Sant Joan Evangelista dempeus, damunt la representació en bust de Sant Benet, i al carrer de l'esquerra, a la part baixa Sant Joan Baptista i, sobre seu, el bust de Sant Bernat.

### L'assumpció de la Verge
- L'assumpció de la Verge d'El Greco (1577)
- L'assumpció de la Verge de Ticià (1516)
- L'assumpció de la Verge d'Andrea del Sarto (1527)

La pintura de L'assumpció de la Verge té una mida de 401 x 229 cm. Es creu que El Greco es va inspirar en el quadre de L'assumpció de la Verge realitzat el 1516 per Ticià per a la basílica de Santa Maria dei Frari de Venècia. La gran diferència és que Ticià el va dividir en tres nivells mentre que El Greco el va distribuir en dos grups.
A la part baixa es troben els apòstols amb el taüt de Maria en diagonal. Sant Pau assenyala cap amunt mentre que sant Pere mira el sepulcre buit; els altres apòstols estan com desconcertats i col·locats en múltiples actituds. La composició en grup compacte dels apòstols va poder estar influïda per la pintura de L'assumpció de la Verge d'Andrea del Sarto realitzada el 1527. A la part superior, o escena celestial, per damunt dels caps dels apòstols, es troba la Verge Maria, en una composició piramidal, disminuint la importància dels àngels que l'envolten. S'hi aprecien una gran quantitat de figures i pocs elements ambientals, com és habitual a l'autor. Destaquen els gests i moviments italianitzants: la llum i el color provenen de l'escola veneciana. També s'hi pot copsar una doble perspectiva: una a la part baixa i una altra de diferent de la part alta, que reforça l'aspecte de verticalitat de l'obra. El símbol d'una lluna creixent als peus de Maria era netament espanyol, ja que s'acostumava a associar l'Assumpció amb la Immaculada.

### La Trinitat
- La Trinitat d'El Greco (1577)
- La Pietat florentina de Miquel Àngel (1557)
- La Pietat d'El Greco (1570)

La següent obra en magnitud és la que es trobava col·locada a l'àtic del retaule (avui al Museu del Prado) i que representa la Trinitat. El Greco la va realitzar de la manera que, en la iconografia cristiana, es coneix amb el nom de «Tron de Gràcia» o Compassio Patris, amb la imatge del Pare que sosté el cos del Fill mort amb el colom simbolitzant l'Esperit Sant sobre seu. Mostren una simbologia redemptora, amb l'acceptació per part del Pare de la mort del Fill per a la salvació de la humanitat. La influència del gravat de Dürer realitzat el 1511 sobre el mateix tema sembla prou clara: mostra una composició molt similar en la col·locació dels personatges, excepte la figura de Crist, molt més propera a les figures en «serpentinata» de Miquel Àngel que va fer a les seves Pietats florentines, Palestrina i Rondanini. El Greco, en el seu període romà, ja havia realitzat dues versions del tema de la Pietat, seguint la composició de Miquel Àngel. Aquesta composició i la implicació emotiva de les figures s'assembla a aquestes versions, però ara creix el dramatisme i la qualitat artística.
Entre els canvis realitzats per El Greco, destaca la tiara papal, que tenia Déu Pare al gravat de Dürer, canviada per una altra tiara bicorne de tipus oriental, així com els caps d'àngels inferiors que representaven els vents, que va transformar en caps de querubins sota els peus de Jesucrist, i va col·locar dos caps més d'àngels sostenint la capa del Pare, seguint la iconografia del «Tron de Gràcia»: «Faràs dos querubins d'or, d'or batut, als dos extrems del propiciatori, un a l'un, un altre al costat d'ell. Els dos querubins estaran als dos extrems» (Èxode 25:18-19).
El cromatisme emprat són els tons freds, malves, blau i verd, amb aïllats tocs càlids que aporten vitalitat a l'escena. La composició és molt original i presenta forma de cor dins ella s'hi desenvolupa tota l'acció del quadre i només en queda fora el colom que representa de l'Esperit Sant. El centre del quadre està dominat pel monumental cos de Crist, representat segons les proporcions tradicionals i allunyades de l'estilització de les figures que dominen en obres posteriors d'El Greco.

### Pintures laterals
- Sant Joan Baptista d'El Greco (1577-1579)
- Sant Joan Evangelista d'El Greco (1577-1579)
- Dibuix d'El Greco de Sant Joan Evangelista que es creu que va servir com esbós de la pintura (1577-1579)

Als carrers laterals del retaule, al costat de la pintura de L'assumpció de la Verge, a la part superior dreta es troba el retrat de Sant Benet i a l'esquerra el de Sant Bernat. Les dues són còpies actuals de les originals d'El Greco, són figures de mig cos i l'elecció d'aquests sants és perquè foren els fundadors de l'orde del Cister, a la qual pertanyen les monges del convent.
Les altres dues pintures dempeus representen a Sant Joan Baptista al costat esquerre, amb una mida de 212 centímetres d'alçada i representat amb un cos allargat i prim, cobert amb la clàssica vestidura de pelatge del camell i amb una llarga creu que sosté a la mà esquerra. L'altra figura d'igual mida ocupa el costat dret i representa Sant Joan Evangelista, encara que de vegades s'ha confós, per la seva aparença d'home gran i barbut, amb la figura de sant Pau, ja que l'atribut que presenta és un llibre el qual pot pertànyer igualment a la iconografia de tots dos sants. En aquella època era molt corrent col·locar els «sants Joans» junts en retaules o en altars continus i, per tant, és molt probable que així li ho demanessin al pintor. També a favor d'aquesta hipòtesi existeixen uns dibuixos a la Biblioteca Nacional de Madrid, que es consideren esbossos d'El Greco, per a la realització d'aquestes pintures, en els quals a la corresponent a sant Joan Evangelista hi ha dibuixada una àguila, iconografia també de l'evangelista, encara que el pintor després la canviés pel llibre a la pintura definitiva. Aquestes dues pintures són les úniques originals d'El Greco que es conserven al retaule major.

## Altars laterals

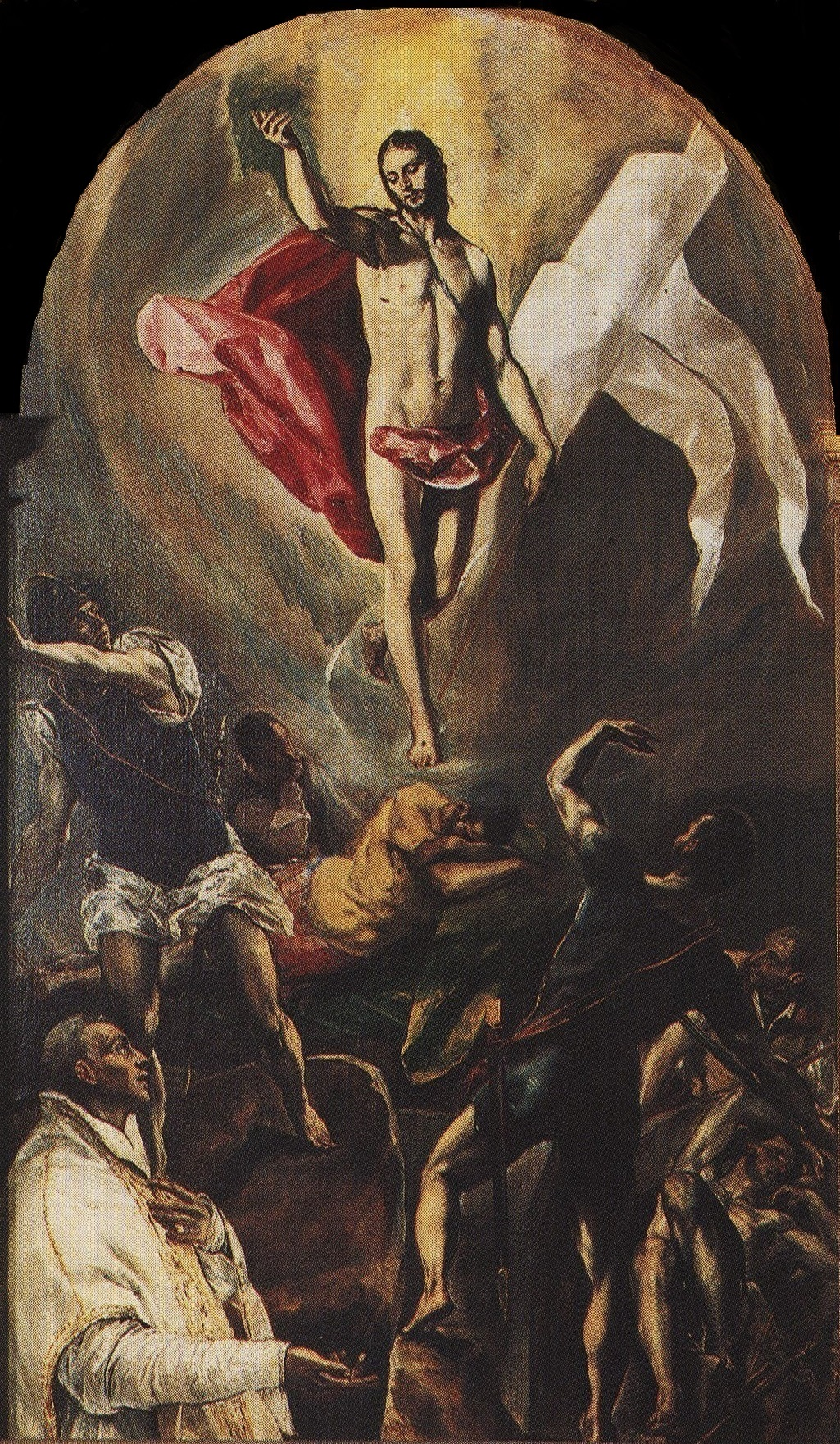
La resurrecció de l'altar lateral per El Greco

Segons l'acord amb Diego de Castilla, El Greco va realitzar també dues pintures per als retaules laterals, l'Adoració dels pastors per a l'altar del costat esquerre o de l'Evangeli (aquest tema anys més tard el repetiria per a la seva pròpia tomba). En aquesta pintura va posar en primer pla adorant al Nen acabat de néixer la figura de sant Jeroni, segurament com a condició del comitent, que en la seva infantesa havia viscut en un monestir jerònim de Montmarta a la vora de Zamora. Aquesta representació de sant Jeroni s'assembla a un retrat de Diego de Castilla pintat pel mateix pintor: tots dos presenten el mateix nas afilat, amb un front ample i les celles una arcada i l'altra recta. Sant Jeroni sosté una espelma que suggereix les oracions en nom del degà; la resta de la iconografia representada és la tradicional amb lleugeres modificacions com la lluna creixent al costat dret de la pintura, símbol de la Immaculada. El nen Jesús irradia una gran llum, fet característic de les obres amb aquest tema per part d'El Greco.
L'altre retaule lateral de l'Epístola està dedicat a la resurrecció de Crist; és una de les pintures originals d'El Greco que es conserven al convent. A la pintura es representa com a espectador a sant Ildefons, arquebisbe de Toledo. Vestit amb uns hàbits blancs propis de l'època per Pasqua, aquest sant era patró del rei Alfons VI de Lleó, fundador del convent. La col·locació de sant Ildefons a La resurrecció podria ser el reconeixement de l'ortodòxia del sant que havia estat en dubte en el Concili de Frankfurt el 794, on es va declarar que Ildefons «havia tingut la creença que Crist no era part de la divinitat» i «que el sant tenia creences no ortodoxes». D'aquesta manera, el degà Diego de Castilla defensava, com d'altres escriptors, entre ells Pedro de Salazar y Mendoza, que sant Ildefons mai no va tenir aquestes idees. El cap de Crist s'inclina cap al sant com donant una aprovació. També aquí la semblança amb Diego de Castilla i sant Ildefons és prou comprovable. La composició del Crist en forma d'espiral té una certa similitud amb La resurrecció de Ticià, també d'influència italiana i inspirat en Miquel Àngel semblen els guardians del sepulcre.

## Sepultura d'El Greco

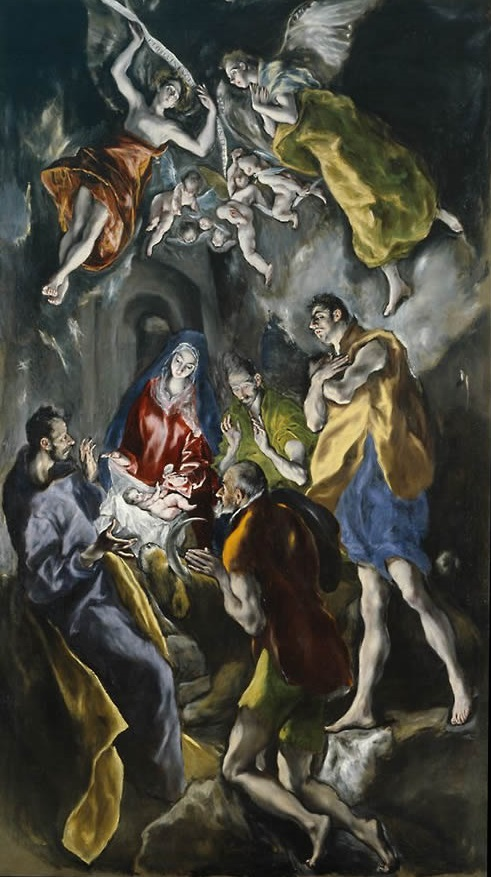
L'adoració dels pastors realitzat per col·locar sobre la tomba d'El Greco i en l'actualitat al Museu del Prado

L'any 1612, el fill d'El Greco, Jorge Manuel Theotocópuli, amb la intercessió del seu amic Luis de Castella, acorden amb l'abadessa del convent Luisa d'Ayala y Toledo la cessió d'una sepultura per al seu pare i tota la seva família «per sempre més». A canvi es comprometen a realitzar la decoració de l'altar per part d'El Greco amb la pintura de L'adoració dels pastors i, per part de Jorge Manuel, un monument per a la Setmana Santa. El Greco va morir el 7 d'abril de 1614 i va ser enterrat a l'església de Santo Domingo. Un any més tard es va enterrar a la mateixa cripta la seva jove Alfonsa de los Morales. Existeixen notícies de discrepàncies entre les següents abadesses i el fill d'El Greco per rescindir el contracte de la capella funerària, havent-hi alguna hipòtesi que explica que van poder ser traslladades les seves restes a l'església, avui desapareguda, de San Torcuato de Toledo, en la qual Jorge Manuel treballava. Tanmateix, en obres posteriors al convent de Santo Domingo s'han trobat a la cripta restes d'ossos pertanyents a un home i una dona que poden ser els d'El Greco i la seva jove.

### L'adoració dels pastors
Aquest quadre de grans dimensions (320 x 180 cm) va ser realitzat per El Greco entre 1612 i 1614, una mica abans de la seva defunció, per col·locar-lo a la cripta sobre la seva pròpia tomba a l'església de Santo Domingo. La composició està desenvolupada en forma d'espiral, creant un moviment d'ascensió. La distorsió extrema dels cossos caracteritza L'adoració dels pastors com tota l'obra tardana d'El Greco. Els colors brillants, les formes i posats estranys creen una sensació de meravella i èxtasi, en celebrar els pastors i els àngels el miracle del nen acabat de néixer. El nen Jesús apareix embolcallat en brillantor i blancor, la qual cosa és un recurs pres de les icones, i sembla emetre un llum que juga als rostres dels pastors que s'han reunit per retre homenatge al naixement miraculós. El 1618, l'ajudant d'El Greco, Luis Tristán, va dir que el seu mestre havia estat treballant en L'adoració dels pastors fins a la seva mort. La pintura va ser més tard col·locada al retaule major del convent de Santo Domingo i el 1954 va ser adquirida pel Museu del Prado.